# Weberocereus imitans
Weberocereus imitans là một loài thực vật có hoa trong họ Cactaceae. Loài này được (Kimnach & Hutchison) D.R. Hunt miêu tả khoa học đầu tiên năm 1985.